# Pudlava
Pudlava je říčka v Krkonoších, levostranný přítok Labe. Délka toku činí 1,5 km.

## Průběh toku
Pramení v Sedmidolí na jižním svahu Vysokého kola. Protéká Pudlavským dolem a do Labe se vlévá na konci Labského dolu.
Na toku se nachází Pudlavský vodopád.

## Přístup
Přístup k soutoku s Labe je možný po asfaltové silnici od Dívčích lávek.